# Демократична Республіка Сомалі
Демократична Республіка Сомалі (сом. Jamhuuriyadda Dimuqraadiga Soomaaliya, араб. الجمهورية الديمقراطية الصومالية, al-Jumhūrīyah ad-Dīmuqrāṭīyah aṣ-Ṣūmālīyah) — назва, яку мало Сомалі за часів правління комуністичного режиму колишнього президента Сомалі генерал-майора Мохаммеда Сіада Барре, після безкровного державного перевороту 1969. Путч відбувся за кілька днів після вбивства Шермарка, другого президента країни, одним із його власних охоронців. Адміністрація Барре керувало в Сомалі наступні 21 рік, аж до початку громадянської війни в 1991 році.

## Історія

### Верховна революційна рада

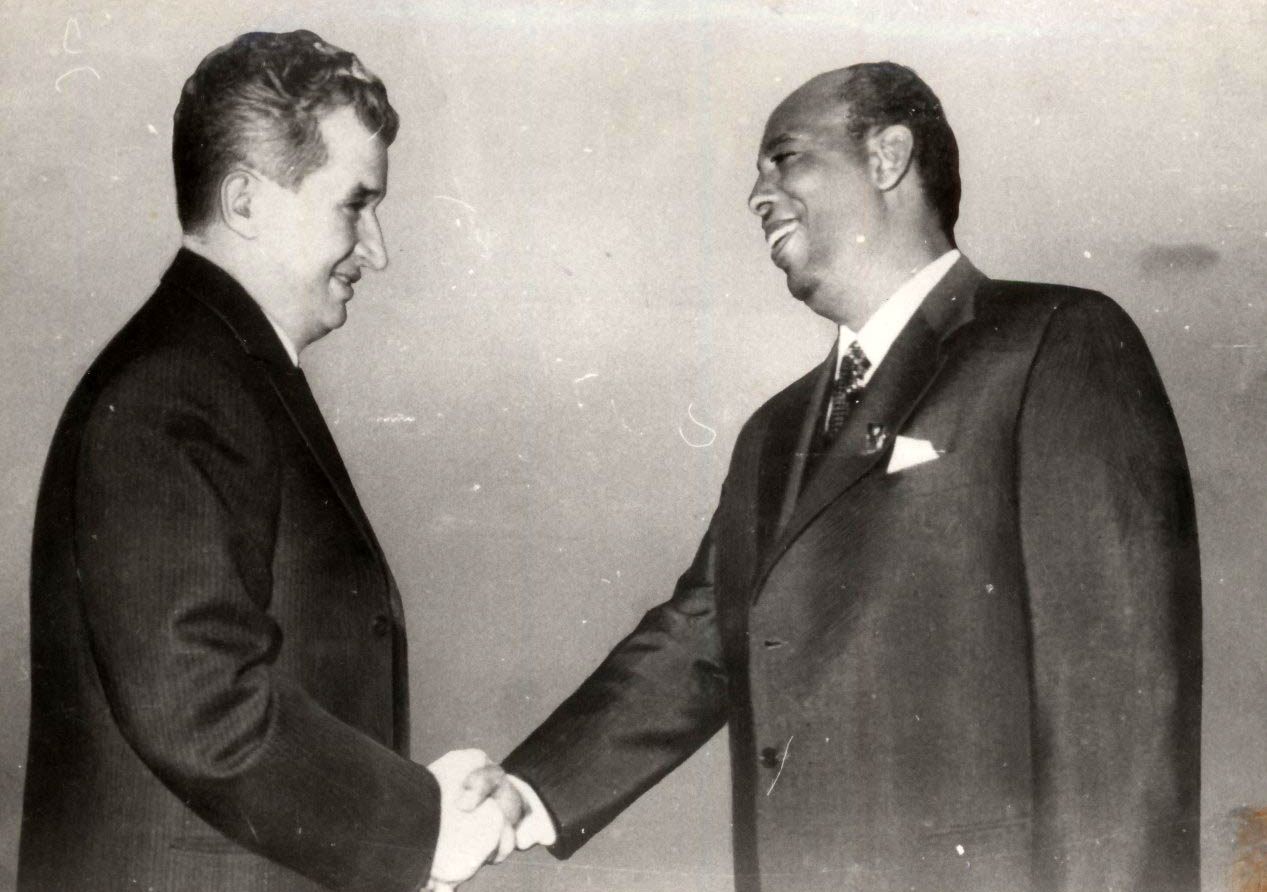
Сіад Барре з румунським президентом Ніколае Чаушеску у 1976 році

Поряд Барре, на чолі Верховної революційної ради (SRC), яка прийшла до влади після вбивства президента Шармарке був підполковник Салаад Гавейре Кедіе і начальник поліції Джама Алі Куршель. Кадіе офіційно носив титул «батька революції», проте Барре незабаром став главою SRC. SRC згодом заарештувала членів колишнього цивільного уряду, заборонило політичні партії, розпустив парламент і Верховний суд і призупинив дію конституції.
Революційна армія запровадила великомасштабні програми громадських робіт і успішно реалізувало кампанії міської та сільської писемності, яка допомогла значно підвищити рівень грамотності. На додаток до націоналізації промисловості та землі, зовнішня політика нового режиму акцент поставила на традиційні та релігійні зв'язки Сомалі з Арабським світом, що в кінцевому підсумку призвело до вступу в Лігу арабських держав в 1974 році. У тому ж році Барре також обіймав посаду голови Організації африканської єдності (ОАЄ).
У липні 1976 року SRC саморозпустилася і натомість була створена Сомалійська Революційна Соціалістична партія (СРСП), однопартійний уряд мав на меті науковий соціалізм і ісламські принципи. СРСП спробувала примирити офіційну державну ідеологію з офіційною державною релігією адаптуючи марксизм до місцевих умов. Акцент був зроблений на мусульманські принципи соціального прогресу, рівності та справедливості, які уряд стверджував, лягли в основу наукового соціалізму і свій акцент на самодостатність, участь громадськості та громадського контролю, а також прямого володіння засобами виробництва. У той час як СРСП використовував приватні інвестиції в обмежених масштабах, загальний напрямок адміністрування був по суті соціалістичним.

## Огаденська кампанія
У липні 1977 року спалахнула Огаденська війна після того, як уряд Барре прагнучи включити переважно населений сомалійцями Огаден до складу Великого Сомалі. У перший тиждень конфлікту, сомалійські війська захопили південний і центральний Огаден. Станом на вересень 1977 року, Сомалі контролювали 90 % терену Огаден і захопили стратегічне місто Джиджига і наблизились до Дире-Дауа, погрожуючи перервати залізничне сполучення з Джибуті. Після початку облоги Харер, була розпочата масована інтернаціональна військова інтервенція у складі 20 000 кубинських вояків і кілька тисяч радянських військових радників що прибули на допомогу Ефіопському комуністичному режиму Дерг. До 1978 року сомалійські війська були зрештою витіснені з Огадену. Цей зсув у зовнішній політиці Радянського Союзу мотивував уряд Барре шукати союзників в інших місцях і це в кінцевому підсумку призвело до зближення Сомалі та США. Загалом, початкова дружба Сомалі з Радянським Союзом, а потім партнерство зі Сполученими Штатами дозволило побудувати Сомалі найбільшу армію в Африці

## Руїна
Після закінчення невдалої Огаденської кампанії, адміністрація Барре почала заарештовувати державних і військових чиновників за підозрою в участі в невдалому державному перевороті, 1978. Більшість підозрюваних було страчено. Тим не менше, кільком чиновникам вдалося втекти за кордон і вони почали формуватися перші дисидентські групи маючи на меті усунення режиму Барре силою.
Нова конституція була оприлюднена у 1979 році, згідно з якою вибори були проведені до народної асамблеї. Проте політбюро Сомалійської Революційної Соціалістичної партії Барре залишилося при владі. У жовтні 1980 року СРСП була скасована, і була відновлена Верховна революційна рада. На цей час рівень довіри населення до уряду Барре вельми знизився. Багато сомалійці розчарувалися в житті в умовах військової диктатури. Цей режим далі було послаблено в 1980-х роках, по закінченню холодної війни і зменшенню стратегічного значення Сомалі. Адміністрування уряду ставало все більш тоталітарним, і рух опору за підтримки Ефіопії, розповсюдився по всій країні, в кінцевому підсумку призвів до сомалійської громадянської війни. Серед груп бойовиків були Демократичний фронт порятунку Сомалі, Об'єднаний сомалійський конгрес, сомалійські національний рух та сомалійські патріотичний рух.